# 王廷贊 (光緒進士)

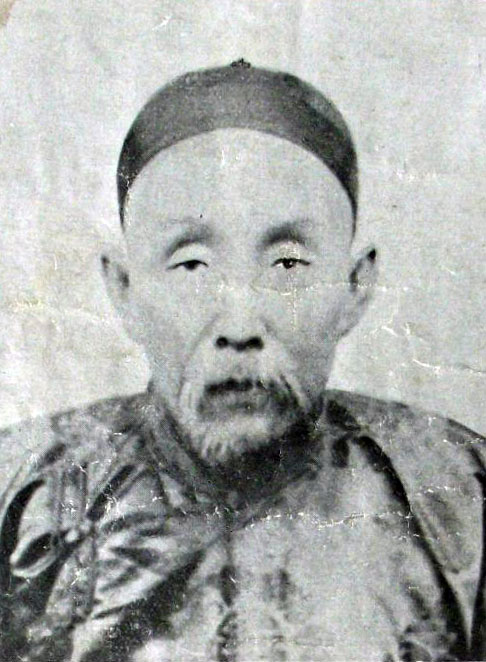
王廷贊

王廷赞（1847年—1927年），字子襄，号若谷，自号排云道人，山東省泗水县城关榆园街人，清末官員、詩人。

## 生平
同治八年（1869年）补廪生。光绪二年中举人。光緒十八年（1892年）四十六歲時考取進士。同年五月，著交吏部掣签分发各省，以知县即用，歷官四川平武、长宁、南郡等知县，光绪三十三年（1906年），辭官歸里，寄居於济宁。著有《排云诗草》，收诗1500余首。